# Гостеприимная
Гостеприи́мная — железнодорожная станция (населённый пункт) в Светлинском районе Оренбургской области России. Входит в состав Гостеприимного сельсовета.

## География
Населённый пункт находится на правом берегу реки Жёлтая, на расстоянии 28 км к западу от посёлка Светлый, административного центра района.

### Часовой пояс
Железнодорожная станция Гостеприимная, как и вся Оренбургская область, находится в часовой зоне МСК+2. Смещение применяемого времени относительно UTC составляет +5:00.

## Население
| 2010 |
| ---- |
| 16   |

### Национальный состав
По данным Всероссийской переписи населения 2010 года:
| № | Национальность | Численность, чел. | Доля |
| - | -------------- | ----------------- | ---- |
| 1 | русские        | 12                | 75 % |
| 2 | казахи         | 4                 | 25 % |